# Pandanus amaryllifolius
Espèce
Pandanus amaryllifolius est une espèce de plante à fleur du genre Pandanus. Cette monocotylédone tropicale de la famille des Pandanacées est connue pour son utilisation dans la cuisine d'Asie du Sud-Est.

## Occurrence et habitat
Cette espèce est une plante côtière en Asie qui pousse mieux dans les marais, elle est rare à l'état sauvage. Les Moluques en Indonésie sont le lieu d'origine présumé,.

## Description

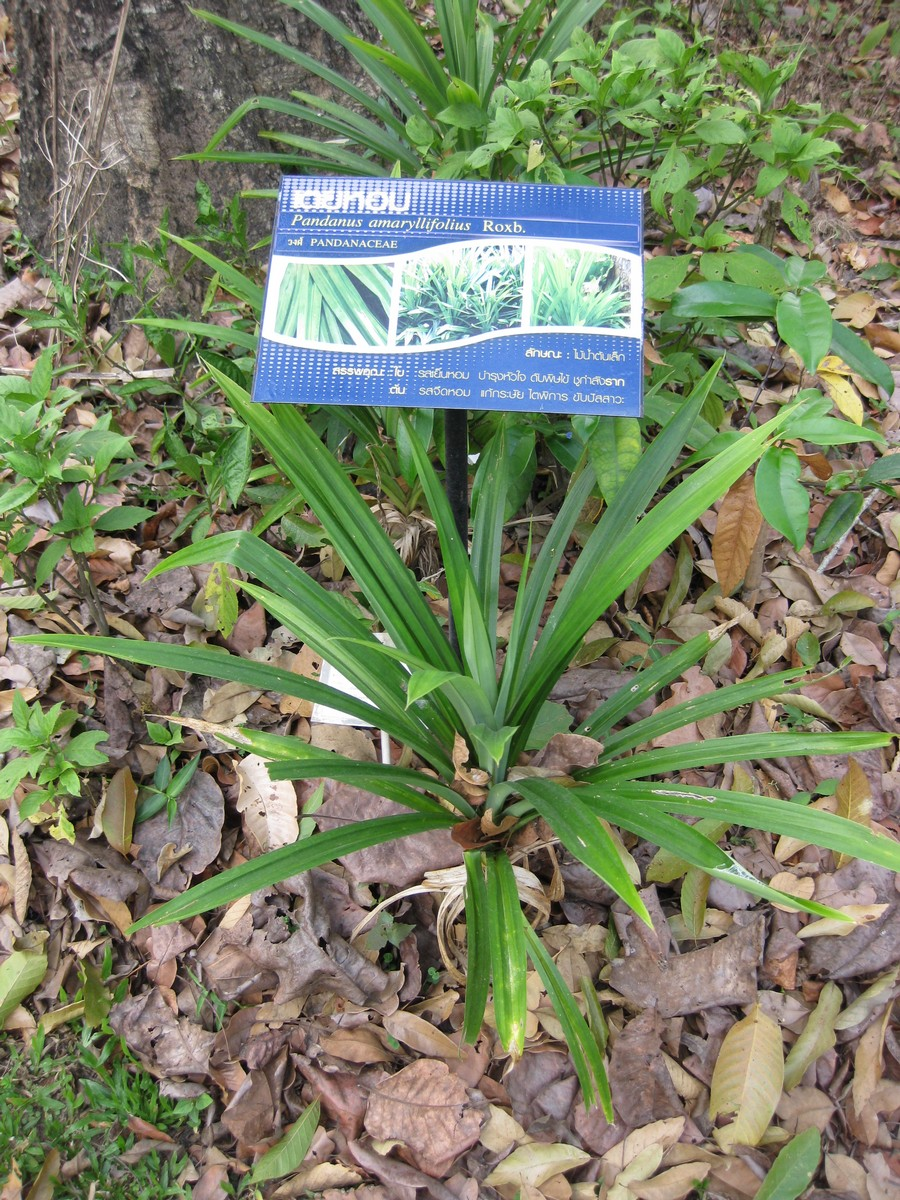
Pandanus amaryllifolius, Jardin botanique de la reine Sirikit, Thaïlande

C'est une plante rampante munie de longues feuilles étroites. C'est une plante verte avec des bouquets en forme d'éventail de longues feuilles étroites en forme de lame et des racines aériennes ligneuses. La plante est stérile, donnant très rarement des fleurs et se propage par bouturage.
L'arôme caractéristique du pandan est provoqué par le composé aromatique 2-Acétyl-1-pyrroline, présent dans les papilles épidermiques inférieures.
Rare dans la nature, elle est largement cultivée.

## Utilisation culinaire
Les feuilles sont grasses et odorantes, le jus filtré de feuilles mixées est utilisé comme colorant et arôme alimentaire pour différentes préparations sucrées (jus filtré de feuilles mixées, crèmes desserts, gâteaux, Gâteau au pandan), plats salés (riz). L'arôme est peu prononcé, évoquant des parfums de noisette et de vanille, souvent utilisé comme exhausteur de goût. Le composé aromatique est utilisé comme substitut pour donner à un riz fade des parfums évoquant le riz thaï et le riz basmati.
Au Sri Lanka, on l'appelle rampé (singhalais : රම්පේ ; tamoul : ரம்பை) et il est cultivé presque dans tous les ménages. La plupart des plats sri-lankais utilisent ces feuilles pour l'arôme avec des feuilles de curry. Aux Maldives, où il est appelé ran'baa (maldivien : ރާނބާ), on y retrouve le même présence dans la cuisine locale.
En Inde, on l'appelle « feuilles d'annapurna » (marathi : अन्नपूर्णा गवत (annapūrṇā gavat) ; tamoul : அன்னபூர்ணா இலைகள் (annapūrṇā ilaigaḷ) ; oriya : ଅନ୍ନପୂର୍ନା ପତ୍ର (annapūrnā patra)), rambha (malayalam : രംഭ), chottola (malayalam : ചോറ്റോല), ambemohar gavat ou patt (marathi : आंबेमोहोर गवत ou आंबेमोहोर पत्ता), ou encore par son nom d'origine malaise (tamoul : பாண்டான் (pāṇḍān)). Son usage y est rare, prédominant dans l'Est du pays plus qu'ailleurs. Toutefois il fait désormais l'objet d'intérêts croissants avec la mondialisation contemporaine des pratiques culinaires. Antérieurement, on le retrouve aussi dans les cuisines de certaines régions littorales, telles que le Malabar ou la Côte des pêcheurs de perles, employé comme aromate dans des plats de riz, particulièrement le biryani (d'où son autre appellation en malayalam, ബിരിയാണിക്കൈത (biriyāṇikkaita), en tamoul, பிரியாணி இலை (piriyāṇi ilai), une dénomination partagée dans cette seconde langue avec Cinnamomum tamala, le laurier indien).
Au Bangladesh, on l'appelle pulao pata (bengali : পোলাও পাতা), et avec l'autre variété de pandanus (Pandanus fascicularis ou kewra), il est utilisé pour rehausser la saveur du pulao (riz pilaf), du biryani et du riz au lait de coco sucré, ou payesh (kheer), si le riz basmati n'est pas utilisé. Il agit comme un substitut bon marché au parfum basmati, car on peut utiliser du riz normal et non parfumé et avec du pandan, qui lui donne le goût et l'odeur du riz basmati. Les feuilles sont utilisées fraîches ou séchées et sont disponibles dans le commerce sous forme congelée dans les épiceries asiatiques des pays où la plante ne pousse pas.
En Thaïlande, on le nomme bay teuy (ใบเตย), il est également utilisé dans le plat kai ho bai tuey, poulet frit enveloppé dans des feuilles de pandanus, ainsi que pour farcir le poisson au barbecue. Les feuilles peuvent être tressées en un panier qui sert de contenant pour la cuisson du riz à la vapeur ou au barbecue. Il est utilisé dans le dessert Khanom chan, succession de strates de lait coco sucré et de farine de manioc.
Pour son utilisation en cuisine, on la trouve souvent dans les boutiques de cuisine asiatique sous son nom vietnamien de Lá dứa. Le jus extrait de ces feuilles de pandanus, d'un goût amer, est couramment utilisée dans les plats vietnamiens à base de riz gluant comme le bánh chuối (gâteau à la banane).
Le nom indonésien est pandan wangi, le nom khmer sloek taoey (ស្លឹកតើយ) et le nom birman soon-mhway (ဆွမ်းမွှေး).

## Utilisation en médecine traditionnelle
Les feuilles de P. amaryllifolius ont un certain nombre d'utilisations médicinales locales. On pense que les extraits de feuilles réduisent la fièvre, soulagent l'indigestion et les flatulences et agissent comme un cardiotonique.
Les feuilles sont utilisées dans l'industrie du parfum et sont également importantes sur le plan médical comme diurétique, antidiabétique et pour les maladies de la peau. Les feuilles sont infusées dans l'huile de coco pendant plusieurs jours et l'huile est ensuite utilisée pour les problèmes rhumatismaux. L'infusion de feuilles est prise en interne comme sédatif dans L'akathisie.
En Thaïlande, il s'agit d'un médicament traditionnel pour le traitement du diabète.
Des études ont établi une activité répulsive significative de P. amaryllifolius contre les blattes américaines (Periplaneta americana L.) , mais des effets similaires contre d'autres espèces de blattes n'ont pas encore été étudiés. On dit que les chauffeurs de taxi de Singapour et de Malaisie gardent des grappes de P. amaryllifolius dans leurs taxis pour éloigner les cafards.
En Malaisie, les feuilles sont utilisées traditionnellement comme bain médicinal pour les femmes après l'accouchement et également pour le lavage des cheveux.
Aux Philippines, le Pandanus amaryllifolius est également utilisé pour préparer de la lotion avec des cendres et du vinaigre pour traiter la rougeole, comme purgatif, dans le traitement de la lèpre, des maux de gorge et comme diurétique. En outre, l'extrait de feuilles aurait des propriétés antioxydantes,. Traditionnellement, un mélange de henné, de Limau purut (combava), de lait de coco, de lait et de feuille de P. amaryllifolius est utilisé comme shampooing parfumé.

## Autres usages
Ces feuilles de pandanus ont un effet répulsif sur les cafards.

## Synonymie
Pandanus amaryllifolius a pour synonymes :
- Pandanus hasskarlii Merr.
- Pandanus latifolius var. minor Hassk.
- Pandanus latifolius Hassk.
- Pandanus odorus Ridl.